# Televisions Digitals Independents de Proximitat
Televisions Digitals Independents de Proximitat és un grup d'empreses privades de televisió local format per l'Associació de Mitjans de Proximitat, que fins al desembre de 2009 s'anomenava Televisions Digitals de Proximitat, i l'empresa Televisions Digitals Independents. El president de l'associació és Frederic Cano, mentre que el de l'empresa és Antoni Llorens.
Els membres d'aquest grup són: Mola TV, Canal Taronja, CAT 4 TV, Empordà TV, ETV Llobregat TV, Canal Terres de l'Ebre, Nord, Pirineus TV, Televisió del Ripollès, Tot TV i TV Costa Brava. Anteriorment també havien estat vinculats al grup: Canal 4, Catalan TV i Ràdio Arrels. Les televisions agrupades al voltant de TDIP començaren a emetre programació sindicada l'estiu de 2007.

## Programes
- Anem per feina,[7] programa econòmic produït per Canal Taronja i presentat per Ignasi Farreres.